# ちょっといい姉妹
ちょっといい姉妹（ちょっといいきょうだい）は、TBS系列で1981年11月5日から1982年5月27日まで放送されたテレビドラマ。全29話。

## あらすじ
東京・青山にある、華子と三子の姉妹が経営する京（かなどめ:難読姓の一つ。いろはかるたの最後に「京」がついていることから、かなを止めるの意）歯科医院が中心の物語。華子はしっかり者で独身。体は大きいが神経の細かい三子は10年ほど前に離婚して実家に戻り、華子と一緒に暮らしている。
ある日、2人の異母妹である悠子が突然商社マンの夫と離婚し、一人息子の一正を連れて赴任先のパリから帰ってきた。京家は慌しくなるが、華子と三子は共に悠子の自立を助けようと奮闘する。

## 出演
- 京 三子（みつこ）：京塚昌子
歯科医の三女。
- 京 華子：山岡久乃
歯科医の二女。
- 京 悠子：大空眞弓
フランス料理の得意な異母妹。8話時点で33歳。母は後添えのしげ子。京歯科医院の下にパフェの専門店楽楽（ささ）を開店する。
- 津村順司：川﨑麻世
長女ふみ子の息子で、法学部で学ぶフルーティスト。
- 細川桃：倉田まり子
技工士学校に通いながら京歯科医院の受付をしている。北海道出身で8人兄弟の5番目。
- 清田好子：丘祐子
京歯科医院の歯科衛生士。
- 船山一正：松田洋治
悠子の息子で、大人びている。10話時点で12歳。
- 川北修三：小倉一郎
京歯科医院の隣にあるハンカチ・エプロン店 ふれあいの店長で有紀の夫。有紀の両親と同居している。
- 川北有紀：東てる美
ふれあいの共同経営者で修三の妻。
- 村瀬雅夫：高岡健二
大学病院から非常勤で京歯科医院に来ている歯科医。8話時点で27歳。
- 津村孝司：山村聡
四姉妹の長女ふみ子の夫で、順司の父。総合美容研究所長。
- 皆見（みなみ）武光：倉石功
ケーキ専門のチェーン店経営者。悠子に好意を抱いている。16話時点で30歳。
- 十河(とがわ)志郎：山本亘
歯科診療所に来る植木リース屋。16話時点で32歳。一正に慕われている。悠子に好意を抱いている。
- 折原幸代(さちよ）：浜美枝
悠子の親しい友人で総合美容研究所員。津村に好意を抱いている。
- 古谷健：河合宏
京歯科医院に勤務している技工士。
- 大山広樹：堤大二郎
京歯科医院の患者で受験生。
- 鈴木しづ：大鹿次代
津村家のお手伝いさん。秋田県横手市出身。
- 川北勇治：桜井センリ（第九回より出演）
有紀の父。
- 川北信代：菅井きん（第十三回より出演）
有紀の母。
- 権藤為吉：藤原釜足
- 光子：近松麗江
大山の母。
- 健一郎：下條正巳
皆見の父。
- 金森：山内明
三子の元夫。
- 舟山：伊藤孝雄
悠子の元夫。
- 十河芳野：風見章子（第二十二回より）
十河の母
- 看護婦：山元恵子
- 看護婦：大和撫子
十河の母親が入院した病院の看護婦。
- 患者：原ひさ子
- 患者：森康子
- 患者：島田零子

## スタッフ
- 作：田井洋子、北原優
- 演出：川俣公明
- プロデューサー：石井ふく子
- 主題歌：佐良直美「ちょっといいもの」（ビクター）
- 技術協力：東通
- 美術制作：八旗眞人（アックス）
- メイク：ユミ・ビュアクス
- 製作：テレパック、TBS